# Morro da Boa Vista
O morro da Boa Vista está localizado na serra Geral, com 1 823,6 m de altitude, sendo o ponto mais elevado do estado de Santa Catarina.
Esta elevação está situada numa região conhecida como Campo dos Padres.